# Karleby kyrkliga samfällighet
Karleby kyrkliga samfällighet (finska: Kokkolan seurakuntayhtymä) är en lokal förvaltningsenhet inom Evangelisk-lutherska kyrkan i Finland. Samfälligheten bildades av fem finskspråkiga församlingar och en svenskspråkig församling. Karleby kyrkliga samfällighet har hand om bland annat begravningstjänster, ekonomitjänster och fastighetstjänster.
Samfälligheten tillhör Uleåborgs stift tillsammans med de finskspråkiga församlingarna. De finskspråkiga församlingarna tillhör även Karleby prosteri. Karleby svenska församling tillhör Borgå stift och Pedersöre prosteri.

## Församlingar
Församlingar i Karleby kyrkliga samfällighet:
- Karleby finska församling (Kokkolan suomalainen seurakunta)
- Karleby svenska församling
- Kaustby och Ullava församling
- Kelviå församling
- Lochteå församling
- Halso församling

## Lokaler
Lista över Karleby kyrkliga samfällighets lokaler:
- Gamlakarleby stadskyrka
- Karleby sockenkyrka
- Kelviå kyrka
- Kaustby kyrka
- Ullava kyrka
- Lochteå kyrka
- Bönehuset i Marinkainen
- Halso kyrka
- Förrättningskapellet
- Marie förrättningskapell
- Yxpila kyrka
- Öja bykyrka
- Tankar kyrka
- Karleby församlingcenter
- Kausby församlingscenter
- Ullava församlingshem
- Lochteå-huset (Lohtaja-talo)
- Halso församlingshus
- Kyrkbackens församlingshem
- Kalvholmens lägergård
- Lägergården i Nuolinen
- Torsö sommarhem
- Lochteå prästgård
- Krematorium